# Allée haute qualité environnementale
Pour un article plus général, voir Biodiversité dans le bâti et le jardin.

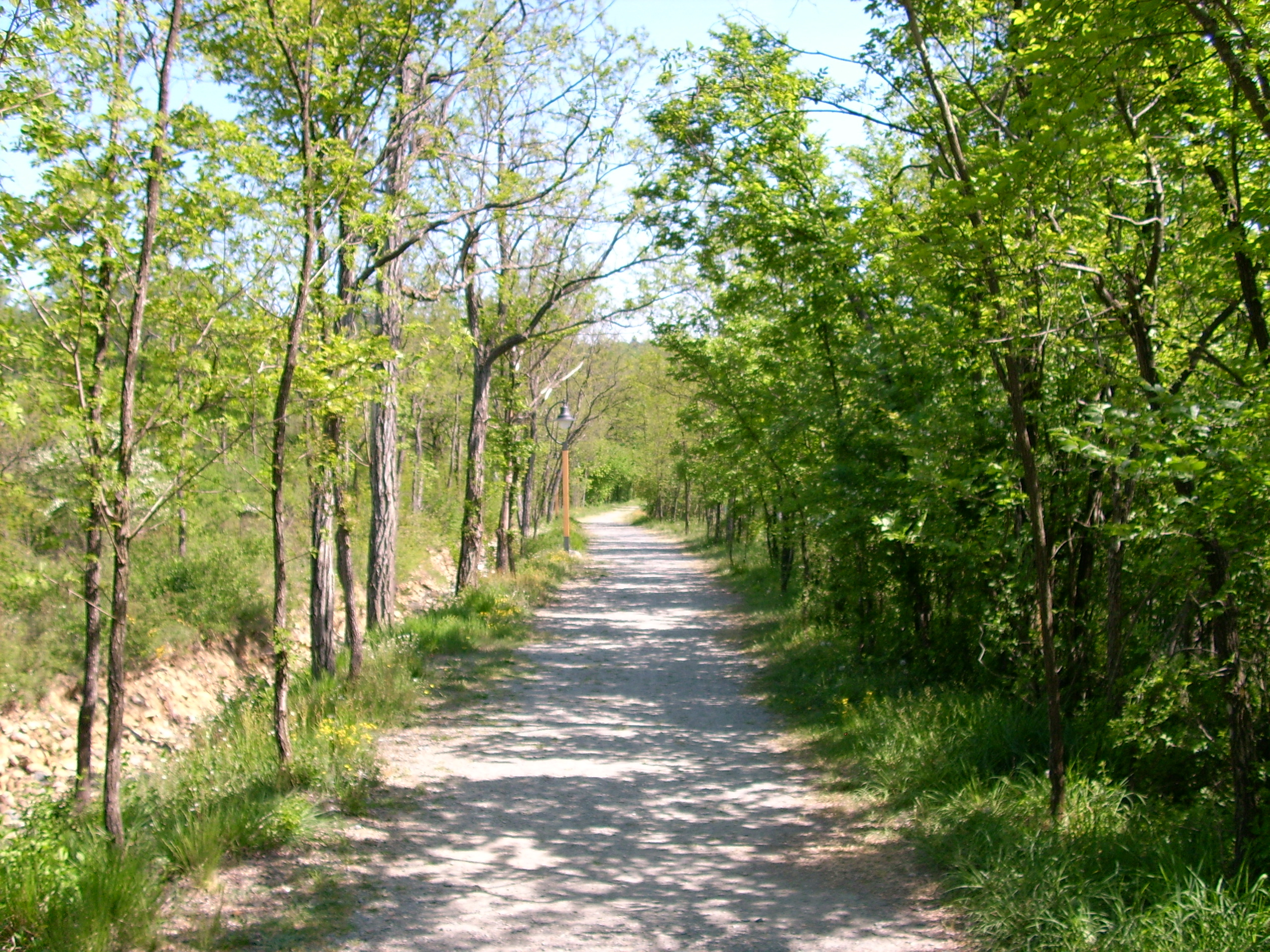
Dans les régions chaudes (Ligurie, Italie) les arbres rafraichissent les allées, en diminuent l'empoussièrement et leur apporte une valeur économique ajoutée.

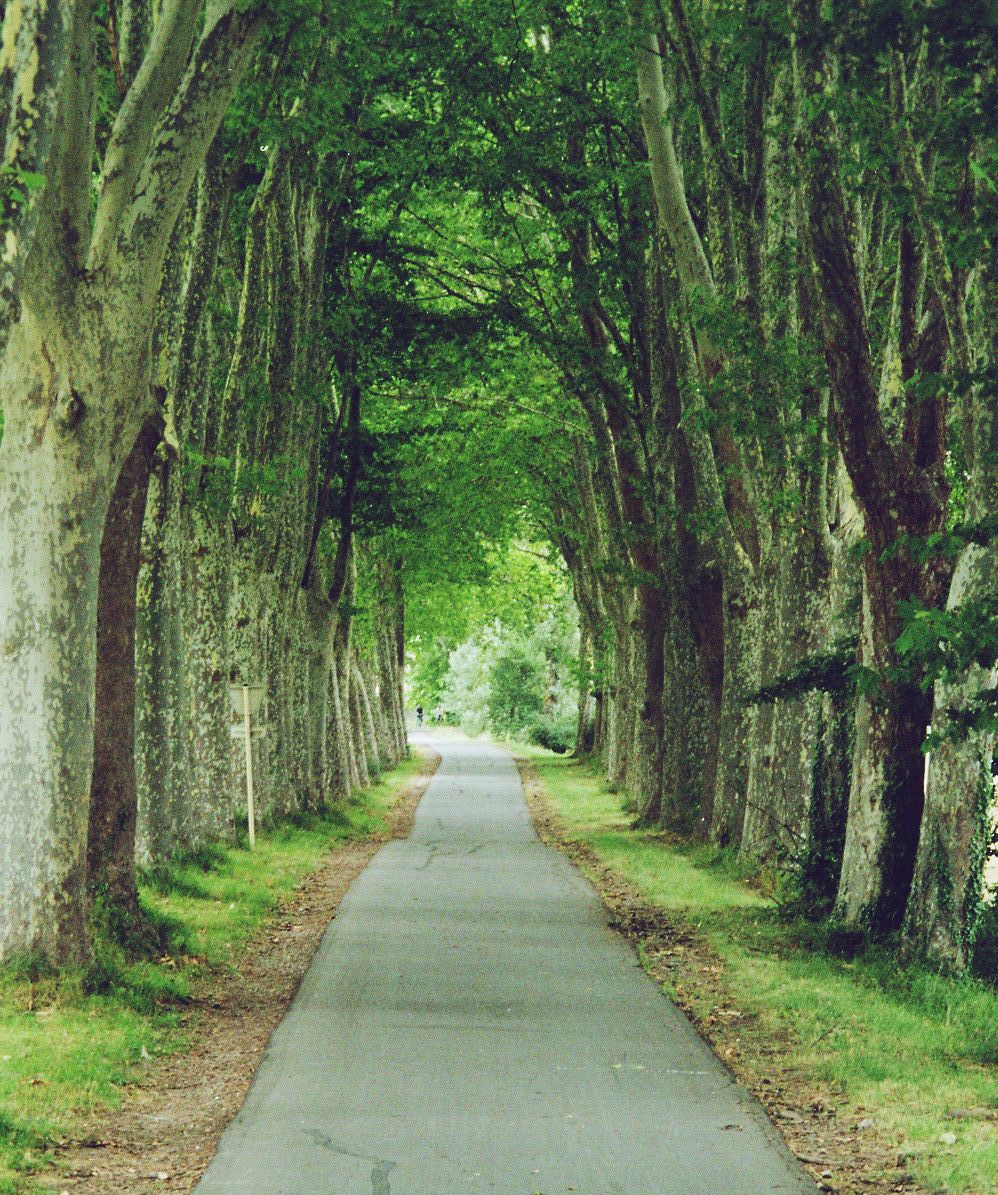
C'est le substrat d'une allée qui pose le plus de problèmes environnementaux et en fait une cause discrète de fragmentation écologique.

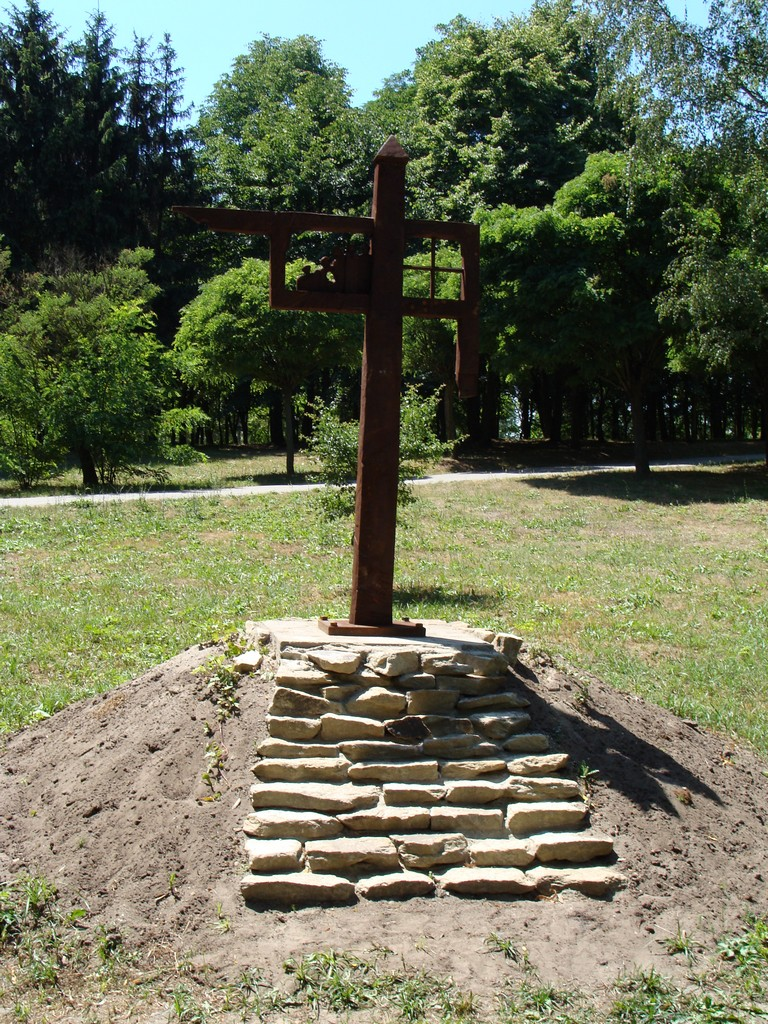
Ce simple chemin, parce qu'il est minéralisé et damé est facteur de fragmentation écologique

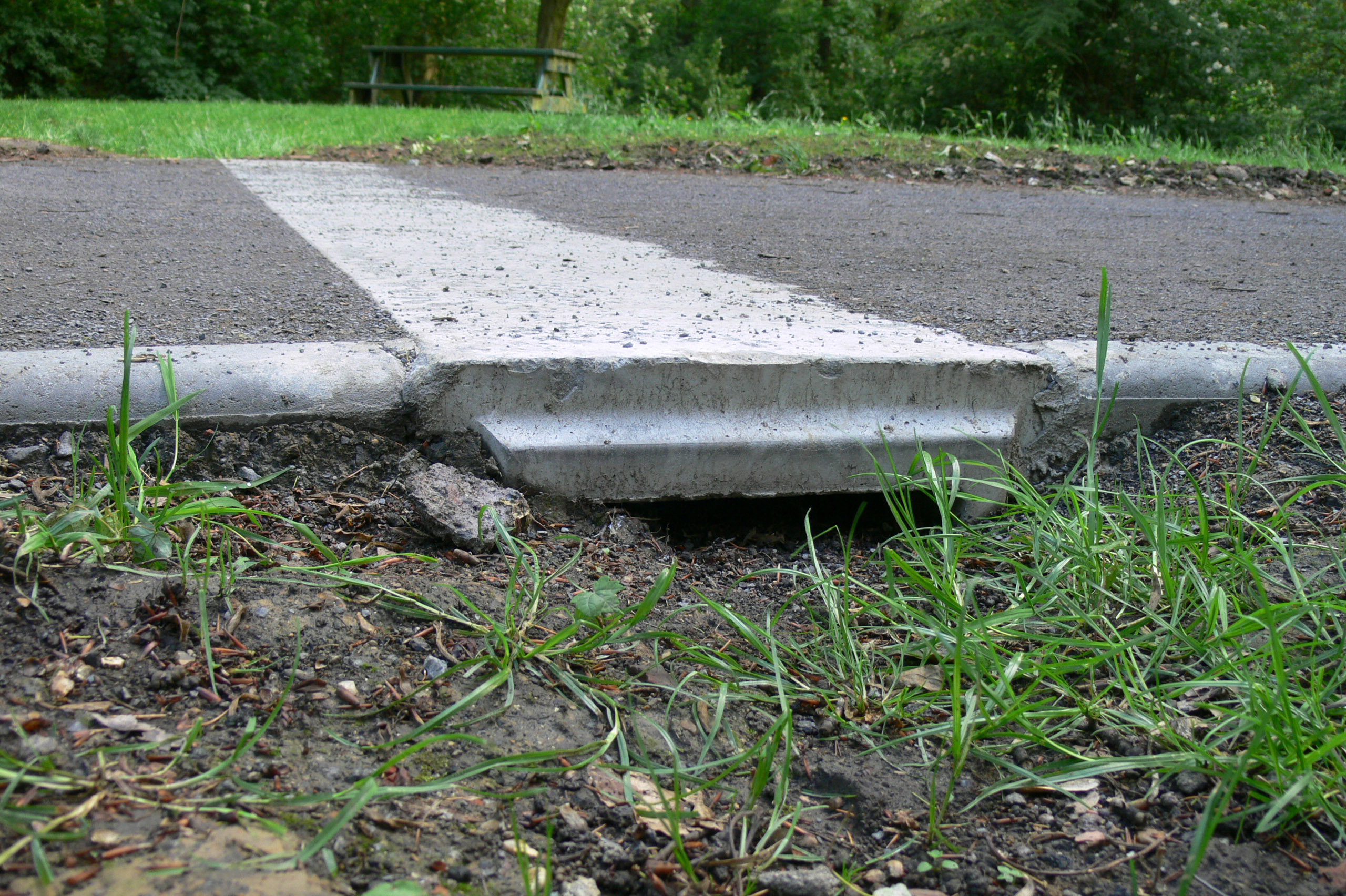
Un écoduc dit « lombriducs », aidant les vers de terre, d'autres invertébrés et les micromammifères à traverser ce chemin de promenade. Sous ce passage en forme de U renversé, la terre d'origine n'a pas été déplacée ni damée durant le chantier (Lille, Nord de la France).

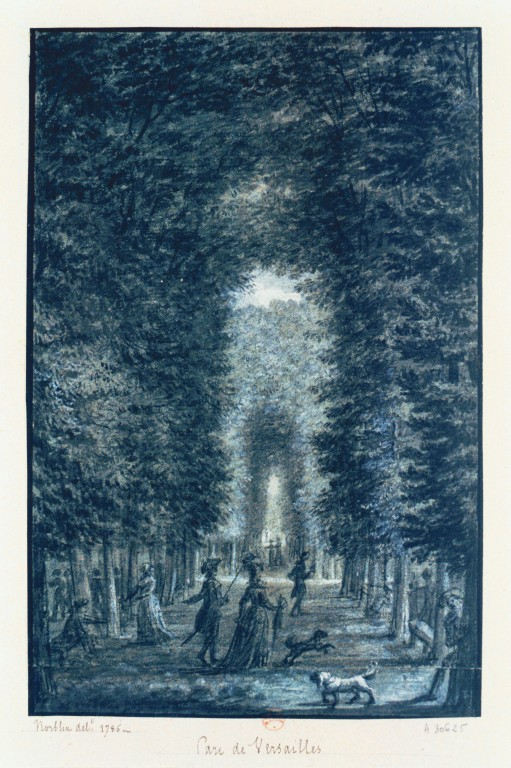
Les allées telles que celles du Château de Versailles ont fortement fragmenté les massifs boisés pour les besoins de la chasse, autant que pour pouvoir mieux surveiller l'espace.

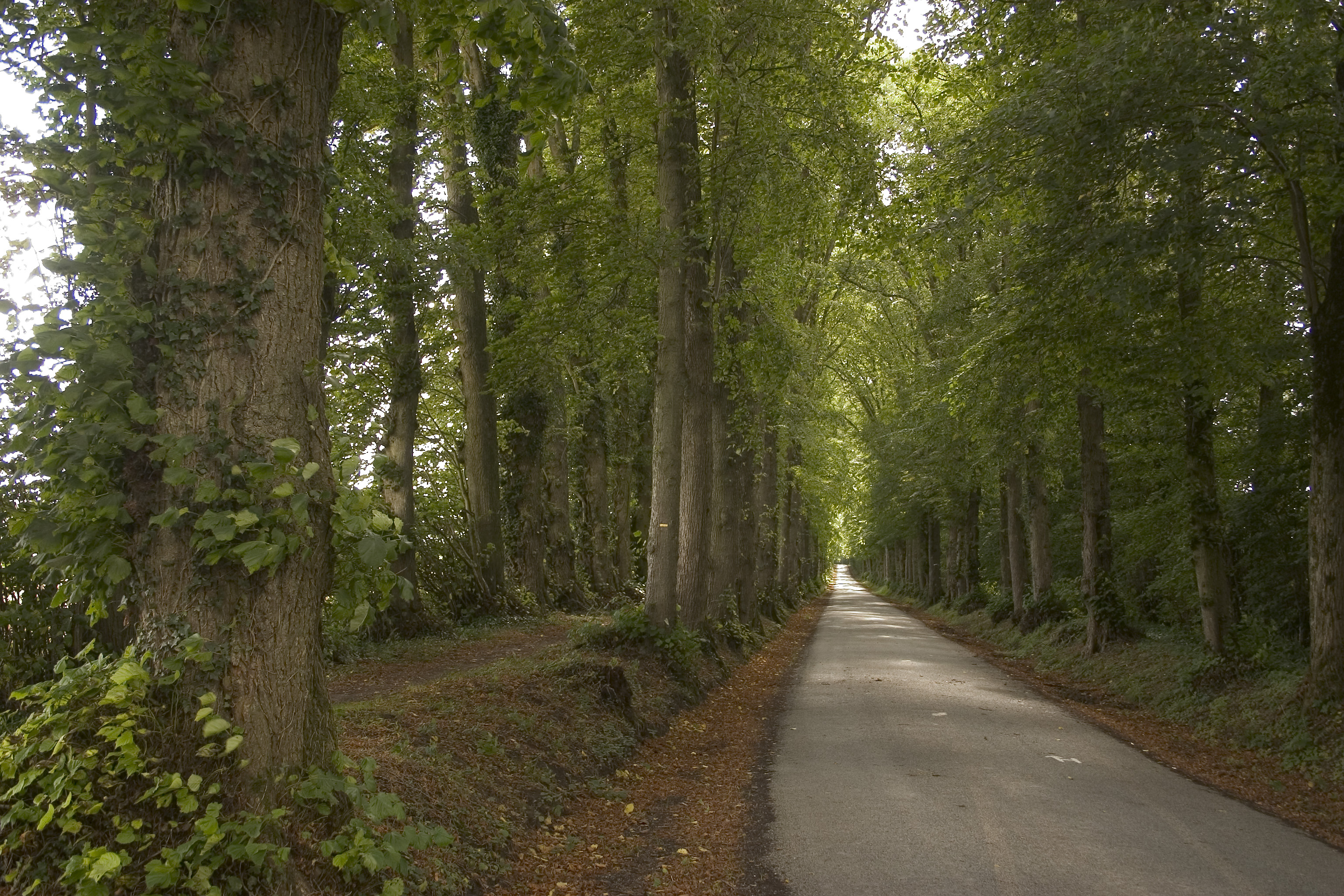
Allée de tilleuls et allée piétonne couverte, sur talus (à gauche), reliant les châteaux de Givenchy-le-Noble et Lignereuil (France).

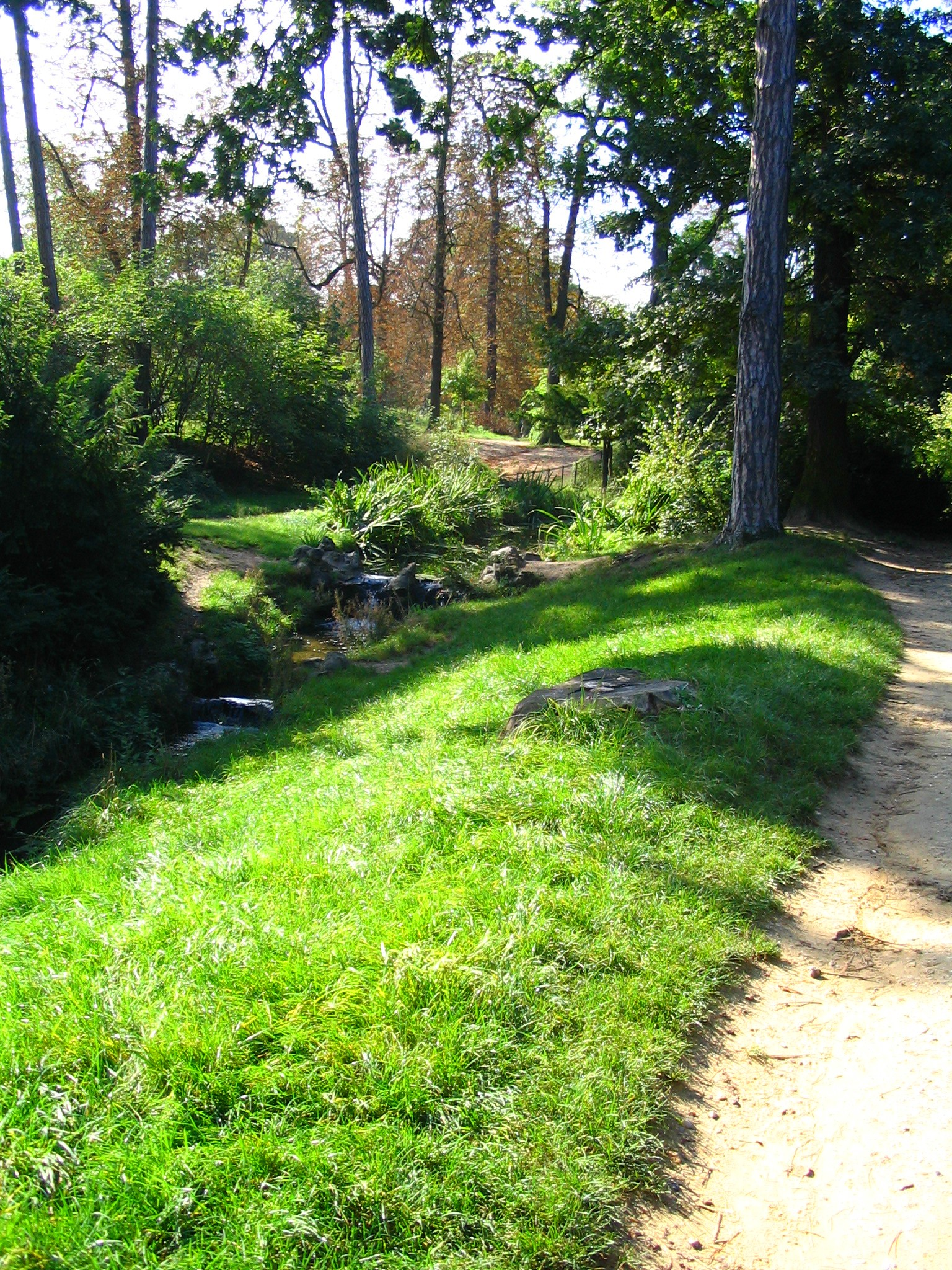
Chemin, Bois de Vincennes (Paris, France).

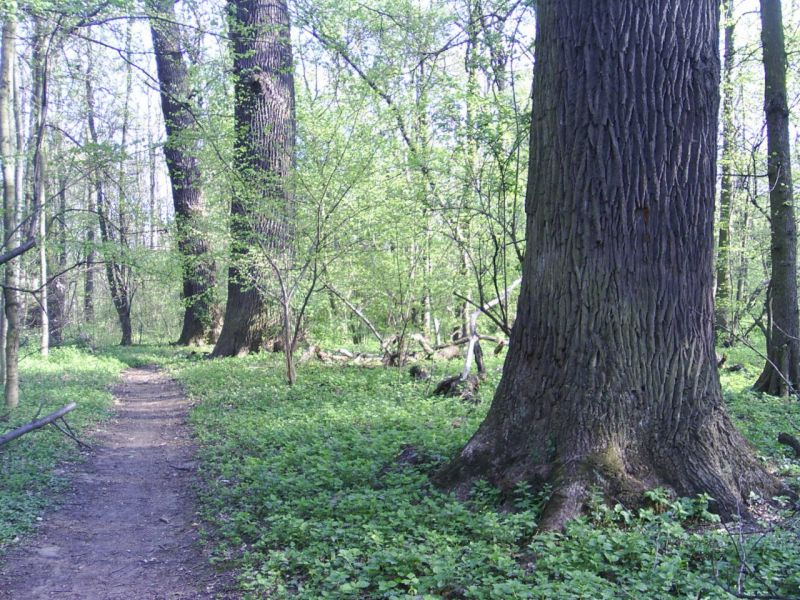
Le sentier plutôt que l'allée permet un degré plus important de naturalité.

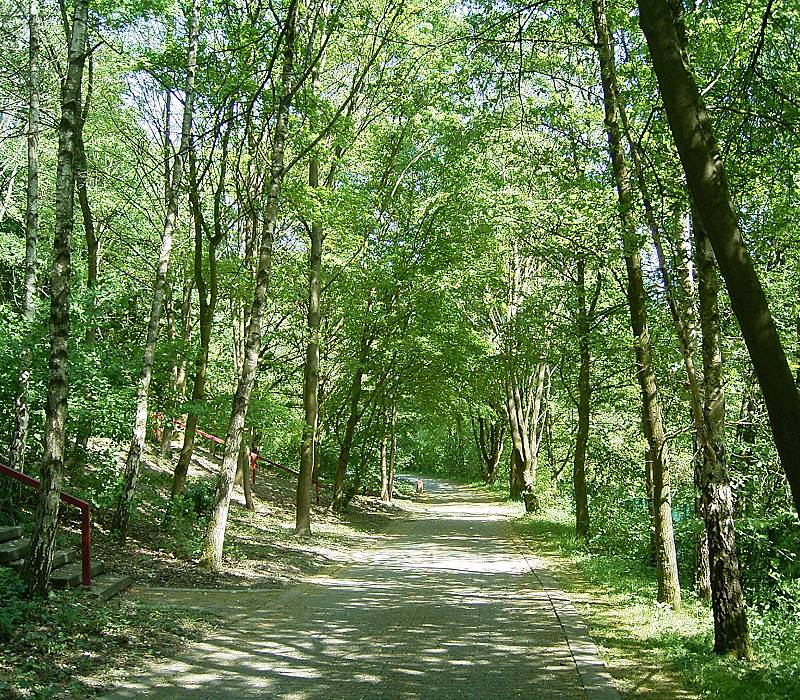
Allée du jardin botanique de Bochum, en Allemagne.

Les allées sont des éléments structurant des forêts, Parcs et jardins (individuels ou publics). De même qu'une démarche « route HQE » existe, la démarche Haute qualité environnementale semble pouvoir concerner les allées.
Une allée matérialise un itinéraire et/ou facilite le déplacement. Élément d'une coulée verte, elle pourra, avec une écoconception et une gestion adaptée développer des vocations environnementales et paysagères fortes, jusqu'à pouvoir jouer un rôle de corridor biologique, au moins pour certaines espèces.

Cependant, au même titre que les infrastructures du réseau de transport, bien que moindrement, les allées fréquentées et construites « en dur » sont aussi responsables de la fragmentation écopaysagère à l'échelle du jardin, d'une zone naturelle ou semi-naturelle.

## Une allée HQE, pourquoi?

### Maîtrise de la fréquentation dans l'espace et le temps
Le nombre, le positionnement et l'aménagement judicieux des allées peuvent contribuer à maîtriser la fréquentation des zones fragiles ou vulnérables à la surfréquentation d'un site, dans des lieux publics, comme dans le jardin privé. 
Chemins et sentiers sont à ne pas négliger dans la gestion (écologique et différenciée) des espaces verts accueillant du public, de manière à réduire leur incidence sur la vie sauvage.

### Restaurer les ruptures du continuum thermo-hygrométrique
Certains animaux (notamment invertébrés dont insectes du sol, certains amphibiens et micromammifères) sont très sensibles à la température et à l'hygrométrie des milieux traversés. La plupart des animaux utilisent leur odorat pour se déplacer et ont besoin que le sol soit végétalisé pour se sentir en sécurité. Or, une allée réalisée en matériau imperméable peut provoquer une rupture du continuum thermo-hygrométrique et par voie de conséquence, une barrière infranchissable pour certaines espèces. Dans la mesure du possible, les allées ne doivent donc pas être réalisées avec des matériaux imperméables, ni avec des matériaux toxiques (cendres d'incinérateurs, mâchefers, etc.)
Diverses solutions permettent de rendre les allées plus favorables à la libre circulation de la faune.

## Alternatives ou améliorations possibles
Des allées « en dur » et clairement matérialisée sont utiles pour certaines personnes (personnes à mobilité réduite) et/ou dans certaines zones (en présence d'eau notamment), elles ne sont cependant  pas nécessaires partout ni toute l'année.
Parfois on cherchera à faire le moins d'allées possible pour ne conserver que celles qui sont indispensables. En cas de forte fréquentation, multiplier les allées est aussi un moyen de disperser la pression.
Diverses précautions peuvent améliorer les fonctions environnementales de ces infrastructures :
- on peut chercher à focaliser la fréquentation sur des zones "sacrifiées" et ainsi à en préserver d’autres ;
- S'il s'agit de promenade, leur tracé sera plutôt sinueux. On évitera dans tous les cas les réseaux quadrillés de ligne droite, qui amènent le public à prendre des raccourcis ;
- Leur aspect ne doit pas être négligé. Le public les empruntera volontiers si la marche y est agréable (le mulch peut produire des sols souples).
- Leur destination peut correspondre à un objectif et conduire vers des points d’intérêt manifestes, ceci pour éviter les passages hors sentier ;
- Les boucles permettent de ne pas revenir sur ses pas.
- L’utilisation de barrières naturelles (ronciers, arbuste épineux, zones boueuses …) permet de canaliser la fréquentation sur ces sentiers ;
- Une signalétique adaptée peut être utile pour une utilisation cohérente d’un réseau de sentiers ;
- Les possibles problèmes d’érosion, en cas de passage important et de fortes pentes, doivent être anticipés. De même la flore sensible au piétinement doit être identifiée.
- Des sentiers évolutifs dont le tracé changera périodiquement sont possibles.
- l'adjonction d'une noue, d'un fossé, de mares, de murets, murs végétalisés et d'une végétation buissonnante ou arborée, autochtone, augmente leur intérêt écologique et paysager.

### Allée enherbée
Hormis dans les zones arides ou très fréquentées, les sols enherbés sont les plus environnementalement souhaitables.
La gestion « écologique et donc différenciée » évite toute gestion uniforme, en laissant évoluer le plus naturellement possible un pourcentage significatif de la surface concernée. La tonte pouvant être une manière de faire de très belles allées dans un espace qui sera lui simplement fauché une ou deux fois l'an (après la mi-juillet). (Voir l'article : gestion différenciée)
Une simple bande enherbée, tondue plus régulièrement qu'ailleurs, peut constituer une allée appréciée, en sous-bois, sur le bord d'un cours d'eau, entretenant mieux les fonctions de corridor biologique qu'un chemin de halage en dur.
Les avantages de ce type d'allée sont multiples : grande perméabilité au passage de la faune, pas de rupture du continuum thermo-hygrométrique, 
L'inconvénient étant sa fragilité aux passages répétés si le substrat est fragile et la fréquentation élevée.

### Les pas japonais
Un « pas japonais » est une suite de dalles de forme irrégulière, prévues pour un usage piétonnier, que l'on dispose pour former une allée. Traditionnellement en pierre ou béton, les pas japonais peuvent aussi être en bois. Ils sont alors moins résistant aux conditions climatiques extérieures. Les pas japonais proposent une alternative intéressante au dallage classique. Outre leur aspect esthétique, ils permettent de matérialiser l'allée sans parcelliser ni fragmenter écologiquement un espace végétalisé ; la faune peut s'y déplacer plus facilement entre les pierres.

### Le plancher surélevé
Dans les zones humides, il peut être intéressant d'installer un plancher surélevé, ou des structures de type pont japonais.  La faune peut alors continuer à passer en dessous du plancher, dans ou sur un sol non damé, et les utilisateurs peuvent se promener en gardant les pieds propres et secs.